# Polonia ai Giochi della XI Olimpiade
La Polonia partecipò ai Giochi della XI Olimpiade, svoltisi a Berlino, Germania, dal 1º al 16 agosto 1936, con una delegazione di 143 atleti impegnati in quindici discipline.

## Medagliere

### Per discipline
| Sport            | Oro | Argento | Bronzo | Totale |
| ---------------- | --- | ------- | ------ | ------ |
| Atletica leggera | 0   | 2       | 1      | 3      |
| Equitazione      | 0   | 1       | 0      | 1      |
| Canottaggio      | 0   | 0       | 1      | 1      |
| Tiro             | 0   | 0       | 1      | 1      |
| Totale           | 0   | 3       | 3      | 6      |

### Medaglie
| Medaglia | Atleta                                            | Sport            | Evento                           |
| -------- | ------------------------------------------------- | ---------------- | -------------------------------- |
| Argento  | Stanisława Walasiewicz                            | Atletica leggera | 100 metri piani femminili        |
| Argento  | Jadwiga Wajs                                      | Atletica leggera | Lancio del disco femminile       |
| Argento  | Henryk Roycewicz Zdzisław Kawecki Seweryn Kulesza | Equitazione      | Concorso completo a squadre      |
| Bronzo   | Maria Kwaśniewska                                 | Atletica leggera | Lancio del giavellotto femminile |
| Bronzo   | Roger Verey Jerzy Ustupski                        | Canottaggio      | Due di coppia maschile           |
| Bronzo   | Władysław Karaś                                   | Tiro             | Carabina 50 metri a terra        |

## Risultati

### Calcio
| Atleta | Classifica |                    |
| --- | --- | ------------------ |
| V · D · M Nazionale polacca · Calcio ai Giochi Olimpici Estivi 1936 P Albański · P Madejski · D Gałecki · D Martyna · D Szczepaniak · C Cebulak · C Dytko · C Góra · C Kotlarczyk · C Wasiewicz · A Gad · A Kisieliński · A Matyas · A Musielak · A Peterek · A Piec · A Scherfke · A Wodarz · CT : Kałuża | 4° |                    |
| Nazionale polacca · Calcio ai Giochi Olimpici Estivi 1936 | |                    |
| P Albański · P Madejski · D Gałecki · D Martyna · D Szczepaniak · C Cebulak · C Dytko · C Góra · C Kotlarczyk · C Wasiewicz · A Gad · A Kisieliński · A Matyas · A Musielak · A Peterek · A Piec · A Scherfke · A Wodarz · CT: Kałuża                                                                      | P Albański · P Madejski · D Gałecki · D Martyna · D Szczepaniak · C Cebulak · C Dytko · C Góra · C Kotlarczyk · C Wasiewicz · A Gad · A Kisieliński · A Matyas · A Musielak · A Peterek · A Piec · A Scherfke · A Wodarz · CT: Kałuża | Polonia (bandiera) |

### Pallacanestro
| Atleta | Classifica |
| --- | ---------- |
| V · D · M Nazionale polacca - Pallacanestro ai Giochi della XI Olimpiade Filipkiewicz · Grzechowiak · Kasprzak · Kopf · Łój · Patrzykont · Pluciński · Różycki · Stok · Szostak · All. Walenty Kłyszejko | 4°         |
| Nazionale polacca - Pallacanestro ai Giochi della XI Olimpiade |            |
| Filipkiewicz · Grzechowiak · Kasprzak · Kopf · Łój · Patrzykont · Pluciński · Różycki · Stok · Szostak · All. Walenty Kłyszejko                                                                          |            |